# La Légende de Spyro : Naissance d'un dragon
 (juin 2019).
Si vous disposez d'ouvrages ou d'articles de référence ou si vous connaissez des sites web de qualité traitant du thème abordé ici, merci de compléter l'article en donnant les références utiles à sa vérifiabilité et en les liant à la section « Notes et références ».
La Légende de Spyro : Naissance d'un dragon est un jeu vidéo de plates-formes développé par Étranges Libellules et édité par Sierra Entertainment, sorti sur Xbox 360, PlayStation 3, Wii, PlayStation 2 et Nintendo DS en 2008. Il s'agit du dernier épisode de la trilogie The Legend of Spyro.
Contrairement aux deux précédents jeux qui ont été des échec, celui-ci a été un succès.

## Scénario
L'histoire se poursuit trois ans après les événements de The Legend of Spyro: The Eternal Night. Spyro et Cynder, maintenant adolescents, sont libérés de leur prison cristalline par de mystérieux ennemis connus sous le nom de Grublins. Les deux sont attachés ensemble avec des chaînes d'énergie verte créées par le Maître noir avant d'être emportés, tandis que Sparx est trouvé par le Chasseur d'Avalar, qui les regardait depuis l'ombre. Pendant ce temps, Spyro et Cynder se retrouvent dans une zone sombre ressemblant à un volcan. Lorsqu'ils essaient de partir, ils découvrent qu'ils ne peuvent pas car ils sont enchaînés à la plate-forme sur laquelle ils se sont réveillés. Après avoir vaincu plusieurs vagues de Grublins et évité un Golem terrestre qui les attaque peu de temps après, Spyro et Cynder parviennent à s'échapper des Catacombes avec l'aide du Chasseur, qui est avec Sparx. Après être revenu en sécurité à la vallée d'Avalar, le Chasseur révèle à Spyro, Cynder et Sparx que le Maître noir, Malefor, était retourné dans le royaume peu de temps après leur disparition et a couvert la terre dans l'obscurité depuis.
Une fois qu'ils atteignent la cité des dragons de Warfang, Spyro, Cynder et le Chasseur sont séparés car la ville est attaquée par les forces de Malefor. Après une longue et féroce bataille qui se termine par le siège repoussé, le Golem revient et utilise des parties de la ville pour créer un bras pour remplacer celui qu'il a perdu dans les Catacombes. Spyro et Cynder battent le Golem en détruisant le Cristal Noir dans sa tête, permettant à Spyro, Cynder et les Gardiens du Dragon de se réunir enfin. La victoire est de courte durée, car plus tard dans la nuit, Malefor envoie un message aux citoyens de Warfang : il a ressuscité le Destructeur, une créature ancienne dont le but est de renouveler le monde en apportant sa destruction. Comme ils ne seront pas en mesure de rattraper la bête s'ils volent après elle, Ignitus élabore un plan pour attendre qu'elle revienne en arrière et n'attaque avant qu'elle ne puisse terminer son cercle. Passer sous terre est le seul moyen de l'intercepter à temps. Cynder et Spyro sont en mesure d'ouvrir les portes des ruines souterraines de Warfang, qui mènent les forces d'attaque au canyon où le destructeur terminera l'anneau d'anéantissement en détruisant un barrage voisin. Ils bloquent le Destructeur assez longtemps pour détruire son cœur de cristal noir. Malgré cela, le Destructeur parvient à compléter la ceinture de feu, et Ignitus ordonne à tout le monde de se cacher alors qu'il escorte Spyro et Cynder à travers la ceinture de feu. Pour les amener aux Terres brûlées, ce qui les mènera au repaire de Malefor, Ignitus se sacrifie dans la traversée. Surmonté par le chagrin, Spyro se transforme en sa forme sombre et essaie de revenir en arrière et de le sauver (ce qui menace également de nuire à Cynder avec des pierres lévitées), mais est arrêté et réconforté par Cynder. Cynder dit à Spyro qu'il n'est pas seul et l'encourage à continuer le voyage, comme Ignitus le voulait.
Après avoir traversé les terres brûlées et les îles flottantes, Spyro et Cynder arrivent au repaire de Malefor et l'affrontent. Malefor se moque de Spyro en lui disant que le destin de tous les dragons violets est de provoquer la destruction du monde, ce que Spyro nie. Pendant la confrontation, le dragon maléfique se débarrasse de la chaîne verte qui a attaché Spyro et Cynder tout au long de leurs procès, puis corrompt Cynder à sa cause ; Cynder attaque Spyro, seulement pour se libérer du contrôle de Malefor lorsque Spyro refuse de se battre, déclarant que Cynder ne lui a rien laissé pour se battre. En colère par cette tournure des événements, Malefor unit Spyro et Cynder une fois de plus pour les tuer tous les deux avant de commencer leur bataille aérienne. Alors que Spyro et Cynder volent après Malefor, le Destructeur complète son cercle, marquant la fin du monde. Les trois dragons tombent dans le volcan dans lequel le Destructeur était entré, et après avoir combattu Malefor, Spyro et Cynder plongent au centre de la Terre alors qu'ils poursuivent leur bataille. Malefor proclame qu'il est éternel, incapable d'être vaincu, mais qu'il est ensuite scellé dans le cœur du monde par les esprits des ancêtres, et la chaîne verte disparaît peu de temps après.
Malgré la défaite de Malefor, le monde est toujours en train de s'effondrer, alors que Spyro et Cynder se demandent si c'est vraiment la fin. L'esprit d'Ignitus revient et donne de l'espoir à Spyro. Avec la chaîne qui les a liés ensemble brisée par la défaite de Malefor, Spyro dit à Cynder de fuir pendant qu'il arrête la catastrophe, mais elle refuse de le quitter. Alors que Spyro se prépare à déclencher une puissante vague de Fury, Cynder révèle verbalement qu'elle l'aime. La magie de Spyro reconstruit le monde, et les Gardiens du Dragon, le Chasseur, Sparx et les survivants émergent de l'en-sol dans le soleil couchant alors que les étoiles dans le ciel se forment en la figure d'un dragon.
Scène post-générique
Le chroniqueur dit à quelqu'un qu'un nouvel âge commence, et à chaque nouvel âge, un dragon digne est choisi pour enregistrer les triomphes et les échecs de cette époque. Son temps est terminé, mais le temps du nouveau chroniqueur, Ignitus, vient de commencer. Avant de passer son manteau, le chroniqueur informe Ignitus que bien qu'il ait fait de son mieux, il ne peut trouver "aucune trace de Spyro" dans le livre qui détaille les dragons qui sont morts. Alors qu'Ignitus devient le nouveau chroniqueur, il se demande où Spyro pourrait être. Pendant ce temps, à la fin du jeu, on peut voir un aperçu de Spyro et Cynder survoler ensemble dans la vallée d'Avalar.

## Système de jeu
Le gameplay de ce jeu est plus avancé que dans les autres épisodes de la série. En effet, le personnage de Spyro est maintenant capable de voler à n'importe quel moment. Le jeu intègre également un module de coopération avec Cynder, le joueur ayant la possibilité d'alterner les deux personnages, et de finir le jeu avec l'un ou l'autre.
Cela permet au joueur d'explorer l'environnement du jeu, qui a été élargi pour cet opus. Spyro contrôle toujours les attaques feu, glace, terre et électricité, Cynder contrôlant elle le vent, le poison, l'ombre et la peur.

## Distribution

### Voix originales
- Elijah Wood : Spyro
- Christina Ricci : Cynder
- Gary Oldman : Ignitus
- Wayne Brady : Sparx
- Mark Hamill : Malefor
- Martin Jarvis : Le Chroniqueur
- Blair Underwood : Le Chasseur d'Avalar
- Fred Tatasciore : Meadow
- Kevin Michael Richardson : Ermite / Chef Prowlus / Terrador
- Corey Burton : Volteer
- Jeff Bennett : Cyril
- Corey Burton : Mason

### Voix françaises
- Alexandre Gillet : Spyro
- Nathalie Homs : Cynder
- Gabriel Le Doze : Ignitus
- Guillaume Lebon : Sparx
- Martial Le Minoux : Malefor / Cyril
- Jean-Claude Donda : Le Chroniqueur
- Cédric Dumond : Le Chasseur d'Avalar
- Gilbert Levy : Volteer
- Bernard Bollet : Mason

## Musique
Les musiques sont composées par le duo de Rebecca Kneubhul et Gabriel Mann.

## Récompenses
- Milthon 2008 du meilleur jeu sur console de salon.